# Pechuel-loeschea
Pechuel-loeschea là một chi thực vật có hoa trong họ Cúc (Asteraceae).

## Loài
Chi Pechuel-loeschea gồm các loài: